# Lakota Woman, siège à Wounded Knee
Pour plus de détails, voir Fiche technique et Distribution.
Lakota Woman, siège à Wounded Knee (Lakota Woman: Siege at Wounded Knee) est un téléfilm américain, réalisé par Frank Pierson en 1994.

## Synopsis
Le film présente la participation de Mary Crow Dog, un écrivain amérindien sioux, aux événements de 1973 à Wounded Knee, quand des amérindiens voulurent commémorer le massacre de Wounded Knee de 1890, et que les forces fédérales les assiégèrent.

## Fiche technique
- Autre titre : La Femme Lakota
- Scénario : Bill Kerby, d'après le récit autobiographique Lakota Woman de Mary Crow Dog & Richard Erdoes
- Production : Fred Berner, Lois Bonfiglio, Steven P. Saeta, Robert M. Sertner, Ari Sloane & Frank von Zerneck pour Inter Video
- Musique : Richard Horowitz
- Photographie : Toyomichi Kurita
- Durée : 100 min
- Pays :  États-Unis
- Langue : anglais

## Distribution
- Dave Bald Eagle : vieil homme au QG
- Lawrence Bayne : Russel Means
- Edgar Bear Runner : homme raisonnable
- Irene Bedard : Mary Crow Dog
- Nathan Bison : Joe Little Horse
- Kathy Burnett : Annie Mae
- Casey Camp-Horinek : tante Elsie Flood
- Vic Camp : ami de Webster
- Tantoo Cardinal : mère de Mary
- Wi-Waste-Win Conroy : fillette
- Amy Moore Davis : Nadine
- Jonathan Gill : Wovoka
- James Hatzell : Marshall
- Pato Hoffmann : Spencer
- Dora Hernandez : femme à Calico
- Mekashi Horinek : jeune au QG
- Michael Horse : Dennis Banks
- Owen LeBeau : Buddy Lamont
- Dawn Little Sky : grand'mère Moore
- Reno Lodge : voleur en prison
- Angel McFarland : Barbara
- Virginia Mercado : Barbara enfant
- Eliza Morrison : Lizzie Fast Horse
- Dean Norris : Red Arrow
- Nancy Parsons : sœur Mary Margaret
- August Schellenberg : Dick Wilson
- Michael Spears
- Don Strong : commerçant
- Richard Swallow : Webster
- Melanie Two Eagle : Charlene
- Peter Weller

## Récompenses
- Nommé aux Golden Globes en 1995 pour Irene Bedard comme Meilleure actrice dans un téléfilm (Best Performance by an Actress in a Mini-Series or Motion Picture Made for TV)
- Primé aux Western Heritage Awards de 1995 du Bronze Wrangler en faveur de Lois Bonfiglio (producteur) et Fred Berner (producteur), Frank Pierson (réalisateur), Bill Kerby (scénario), et Irene Bedard (actrice principale)